# The Fall of the House of Usher (album)
Albums de Peter Hammill
Room Temperature
(1990) Fireships
(1991)
The Fall of the House of Usher est le dix-huitième album de Peter Hammill. Le livret est écrit par Chris Judge Smith. C'est un « opéra-rock » dont la première version, arrangée avec des synthétiseurs et publiée en 1991, donna lieu à une seconde version plus rock, « entièrement revisitée » avec des guitares électroniques et publiée en 1999 sous le titre The Fall of the House of Usher - Deconstructed & Rebuilt. Désormais, seule cette dernière version continuera à être publiée.
Le titre et l'inspiration de cet album sont directement issus de « La Chute de la maison Usher », nouvelle fantastique de l'auteur américain Edgar Allan Poe.
Les voix des personnages y sont distribuées comme suit :
- Peter Hammill interprétait Roderick Usher ainsi que la maison Usher
- Lene Lovich interprétait Madeline Usher
- Andy Bell interprétait Montresor
- Sarah Jane Morris interprétait le Chœur
- Herbert Grönemeyer interprétait l'Herboriste

Bien que cet opéra ait été conçu pour être joué en public, aucune représentation n'en a été donnée à ce jour et l'auteur semble bien avoir abandonné tout projet allant en ce sens même s'il n'exclut pas que cela puisse se faire un jour.

## Liste des titres
- "An Unenviable Role"
- "That Must Be The House"
- "Architecture"
- "Sleeper"
- "One Thing At A Time"
- "I Shun The Light"
- "Leave This House"
- "Dreaming"
- "Chronic Catalepsy"
- "Herbalist"
- "Evil That Is Done"
- "Five Years Ago"
- "It's Over Now"
- "Influence"
- "No Rot"
- "She Is Dead"
- "Beating Of The Heart"
- "Haunted Palace"
- "I Dared Not Speak"
- "She Comes Towards The Door/The Fall"

## Contributions

### Musiciens
- Peter Hammill : Chant, guitare, claviers, synthétiseurs, percussions.
- Stuart Gordon : Violon.
- Lene Lovich : Chant
- Andy Bell : Chant
- Sarah Jane Morris : Chœurs
- Herbert Grönemeyer : Chant

### Montage
- Musique : Peter Hammill
- Livret : Chris Judge Smith
- Enregistré aux studios : Terra Incognita, Sofa Sound, Outside Studios, H.O.M.E. Studios.
- Techniciens : Les Chappell : H.O.M.E. Studios, Christoph Matlok : Outside Studios
- Textes d'après Edgar Allan Poe.
- Arrangements : Peter Hammill
- Artwork pour la pochette et le livret : Ridout.